# ヨッシー・アドベンチャー
- ユニバーサル・パークス&リゾーツ > ユニバーサル・スタジオ・ジャパン > ユニバーサル・スタジオ・ジャパンのアトラクション > ヨッシー・アドベンチャー
- スーパー・ニンテンドー・ワールド > ヨッシー・アドベンチャー
- ヨッシー > ヨッシー・アドベンチャー

ヨッシー・アドベンチャー（英: Yoshi's Adventure）は、ユニバーサル・スタジオ・ジャパン内のスーパー・ニンテンドー・ワールドにある、マリオシリーズに登場するキャラクター「ヨッシー」をテーマにしたライド・アトラクションである。

## 存在するパーク
- ユニバーサル・スタジオ・ジャパン
- ユニバーサル・エピック・ユニバース（ユニバーサル・オーランド・リゾート）

## 概要
ヨッシーの背中に乗り、宝探しの冒険に出発するというコンセプトのアトラクションである。キノピオ隊長が忘れた宝の地図を頼りに、各地に隠された宝のタマゴを探しながら進む内容となっている。砂漠やジャングルなどの多様な舞台に、クリボーやパックンフラワー、ドッスンといったキャラクターが登場し、それぞれのテーマに沿った景色が広がる。まるでゲームの世界に入り込んだような体験が楽しめる構成で、ゲームソフト『ヨッシーアイランド』シリーズを彷彿とさせる。
コースは地上3階と高い位置にあり、ライドのスピードはゆったりとしているため、エリア全体をじっくりと見渡すことが可能である。ステージをクリアする際には「マウント・ビーンポール」や、ピーチ姫やキノピオが住む「キノコ王国」などが目の前に広がる。また、エリア内には隠れたキャラクターを探す仕掛けも用意されている。

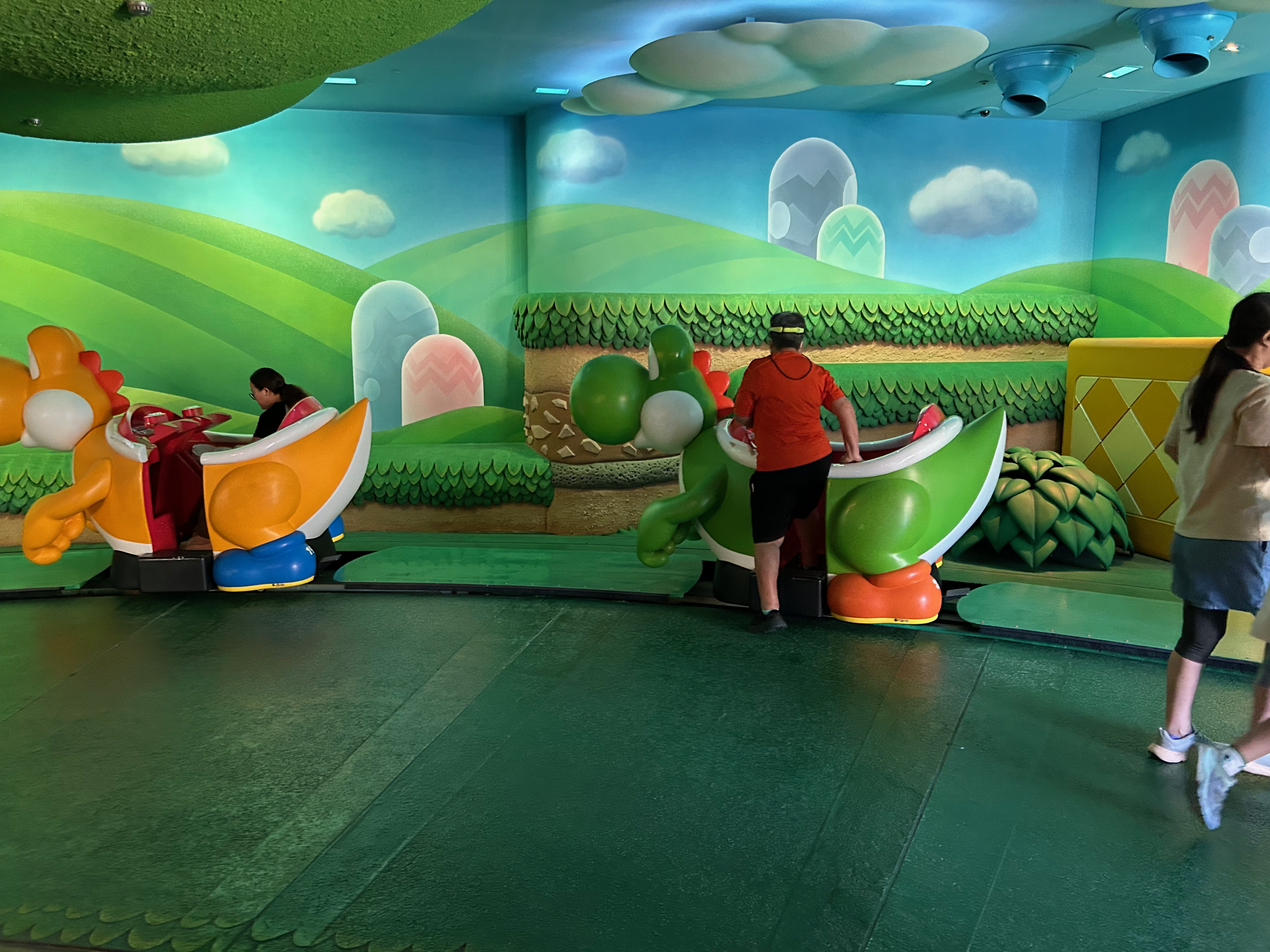
ライドに使用されるヨッシー

ライドに使用されるヨッシーは9種類あり、ゲームソフト『ヨッシーアイランド』に登場するヨッシーと同じ色が採用されている。緑、赤、ピンク、黄色、オレンジ、水色、青、紫の8色のヨッシーに加え、卵型のライドが1台用意されている。
さらに、「ヨッシー・アドベンチャー・フォト・オポチュニティ」として、アトラクション体験中に写真撮影が行われるサービスがある。撮影された写真は「フォトカウンター」で購入することができる。

### 火災事故
2021年11月23日23時40分頃、本アトラクションの1階天井部分で出火する事故が発生した。火は従業員が消火器を使用して消し止め、けが人は確認されなかった。出火により配線設備が燃え、修復が必要となったため、復旧には数日を要することが明らかにされた。